# Medicago vardanis
Medicago vardanis är en ärtväxtart som beskrevs av I.T. Vassilczenko. Medicago vardanis ingår i släktet luserner, och familjen ärtväxter. Inga underarter finns listade i Catalogue of Life.